# Episodi di True Blood (sesta stagione)
La sesta stagione della serie televisiva True Blood, composta da 10 episodi, è stata trasmessa sul canale statunitense HBO dal 16 giugno al 18 agosto 2013.
In Italia, la stagione è andata in onda in prima visione sul canale satellitare Fox dal 24 giugno al 30 settembre 2013 sul canale satellitare Fox.
Durante questa stagione entrano nel cast principale Anna Camp (rientro), Rutger Hauer, Arliss Howard, Kelly Overton, Robert Patrick, Rob Kazinsky e Jurnee Smollett-Bell, mentre ne escono Todd Lowe, Michael McMillian, Lucy Griffiths, Rutger Hauer, Arliss Howard, Kelly Overton, Robert Patrick e Rob Kazinsky. Adina Porter e Janina Gavankar ricompaiono come guest star. Amelia Rose Blaire, Gregg Daniel, Aaron Christian Howles, Noah Matthews, Bailey Noble, Karolina Wydra e Tara Buck compaiono come guest star.
La sesta stagione è composta da 10 episodi, rispetto ai consueti 12, a causa di alcuni problemi economici e alla gravidanza della protagonista Anna Paquin.
| nº | Titolo originale     | Titolo italiano | Prima TV USA   | Prima TV Italia   |
| -- | -------------------- | --------------- | -------------- | ----------------- |
| 1  | Who Are You, Really? | Tu chi sei?     | 16 giugno 2013 | 24 giugno 2013    |
| 2  | The Sun              | Contrattacco    | 23 giugno 2013 | 1º luglio 2013    |
| 3  | You're No Good       | Fammi entrare   | 30 giugno 2013 | 8 luglio 2013     |
| 4  | At Last              | La trappola     | 7 luglio 2013  | 15 luglio 2013    |
| 5  | Fuck the Pain Away   | L'amara verità  | 14 luglio 2013 | 22 luglio 2013    |
| 6  | Don't You Feel Me    | Faccia a faccia | 21 luglio 2013 | 29 luglio 2013    |
| 7  | In the Evening       | Salvala         | 28 luglio 2013 | 9 settembre 2013  |
| 8  | Dead Meat            | La scelta       | 4 agosto 2013  | 16 settembre 2013 |
| 9  | Life Matters         | Ultimo saluto   | 11 agosto 2013 | 23 settembre 2013 |
| 10 | Radioactive          | La nuova vita   | 18 agosto 2013 | 30 settembre 2013 |

## Tu chi sei?
- Titolo originale: Who Are You, Really?
- Diretto da: Stephen Moyer
- Scritto da: Raelle Tucker

### Trama
Sookie ed Eric cercano di uscire dall'Autorità mentre Bill provoca un incendio. Pam, Nora, Jason, Jessica e Tara uccidono le guardie e vengono raggiunti da Sookie ed Eric. Salito in auto, il gruppo scappa velocemente da Bill. Sam, Luna ed Emma stanno ancora cercando di scappare dall'Autorità e durante la fuga Sam ed Emma sono costretti a lasciare Luna, la quale muore in seguito alla trasformazione in Steve Newlin. Intanto, il governatore della Louisiana tiene un discorso nel quale promette ai suoi cittadini che istituirà il coprifuoco per i vampiri, visti i recenti attacchi. Raggiunta una spiaggia, Eric e Nora vogliono chiarire la situazione e capire come agire riguardo a Bill. Nora pensa che sia meglio ucciderlo, ma Jessica non è d'accordo e viene consolata da Sookie. Pam è molto scossa dalla relazione tra Eric e Nora e non trovando risposte dal suo creatore, viene confortata da Tara. Nora ammalia Jason e gli chiede che rapporti abbia con Warlow. Dopo averle risposto, il ragazzo è furioso per essere stato ammaliato e minaccia di uccidere Nora. Quest'ultima viene difesa da Sookie che chiede a Jason di lasciarla stare. Il ragazzo è furioso e scappa a piedi. A quel punto Jessica percepisce il richiamo di Bill e se prova a resistergli prova un dolore enorme. Sookie decide allora di portarla da Bill a Bon Temps. Eric chiede a Pam e Tara di andare al Fangtasia, mentre lui e Nora seguiranno Sookie. Andy è preoccupato riguardo alla sua figura di padre, ma Arlene lo convince a prendersi cura delle sue quattro figlie. Arrivato al Merlotte, Sam, insieme alla piccola Emma, trova Lafayette e gli chiede di non far sapere a nessuno che sia stato lì quella notte. Alcide si unisce al suo nuovo branco ed eredità la carne di JD, diventando così il capobranco indiscusso. Più tardi, nel bosco, Alcide bacia Danielle, una licantropa del suo branco, e Rikki li vede. A quel punto Rikki decide di non cacciare Danielle, ma di farla restare con lei ed Alcide a patto che sia Rikki la sua lupa numero uno. Mentre cammina stremato lungo una strada, Jason viene raggiunto da un'auto e così il ragazzo chiede un passaggio a Bon Temps. Il signore anziano alla guida lo accoglie in auto. Jessica e Sookie raggiungono Bill, che non sembra più un mostro. Il vampiro dice alle due ragazze di non sapere cosa gli stia accadendo. A quel punto giungono anche Eric e Nora che cercano di uccidere Bill. Sookie conficca un paletto nel cuore di Bill, ma il vampiro non muore. Jessica decide di rimanere con il suo creatore e caccia Sookie, Eric e Nora da casa sua. Il governatore Burrel invita la signora Suzuki, responsabile delle fabbriche di TruBlood, a raggiungerlo in un impianto di imbottigliamento. L'uomo le offre lo stabilimento in prestito, per far sì che la produzione di TruBlood continui. La signora Suzuki è confusa e chiede cosa voglia il governatore in cambio. L'uomo le risponde che lui tiene al suo stato e vuole che i vampiri tornino a rispettare le leggi in maniera pacifica il più presto possibile. Al Fangtasia, mentre parlano del rapporto tra Eric e la sua progenie, Pam e Tara vengono interrotte da alcune guardie, che informano Pam che il governatore ha decretato che tutti i locali gestiti dai vampiri debbano venire chiusi immediatamente. Durante la discussione, Tara viene ferita. Eric firma un contratto nel quale cede casa Stackhouse nuovamente a Sookie. A casa Bellefleur, Andy viene svegliato dalle sue quattro bambine, le quali risultano essere cresciute in modo anormale in pochissime ore. Jason crede che l'uomo alla guida dell'auto sia Warlow. Bill parla con Jessica e scopre di avere dei poteri magici che gli permettono di controllare gli oggetti senza toccarli. Più tardi, mentre legge un libro, il vampiro vede apparire diverse donne con le sembianze di Lilith, le quali gli dicono che deve continuare il lavoro che Lilith ha cominciato. A quel punto, entrano contemporaneamente nel corpo di Bill.
- Note: Inizialmente l'episodio doveva intitolarsi Don't Let Me Be Misunderstood,[4] come l'omonimo brano musicale inserito nella compilation True Blood: Music from the HBO Original Series Volume 4.
- Special guest star: Janina Gavankar (Luna Garza), Dale Dickey (Martha Bozeman).
- Guest star: Jamie Gray Hyder (Danielle), Chloe Noelle (Emma Bozeman), Tamlyn Tomita (Ms. Suzuki), David Wright (Guardia ai cancelli dell'Autorità), Jeffrey Nicholas Brown (Corbett Stackhouse), Jenni Blong (Michelle Stackhouse).
- Ascolti USA: telespettatori 4.520.000[5]

## Contrattacco
- Titolo originale: The Sun
- Diretto da: Dan Attias
- Scritto da: Angela Robinson

### Trama
Sul ponte, dove sono stati uccisi i genitori di Sookie e Jason, si apre un varco in un portale, dove Warlow lotta per uscirne. Jason si trova nuovamente al cospetto del misterioso uomo che gli aveva dato un passaggio, pensando si tratti Warlow gli punta una pistola, ma lo sconosciuto gli rivela di essere Niall Brigant, il re delle fate, nonché suo nonno. Niall racconta a Jason di aver vegliato su di lui e la sorella per tutta la loro vita e mette in guardia il nipote sulla forza maligna di Warlow.
Al Fangtasia Pam è preoccupata per la sorte di Tara, colpita da un proiettile della polizia, solo il provvidenziale intervento di Eric riesce a salvare Tara da dolori lancinanti. Scoprono che si tratta di una pallottola d'argento con luce UV e si rendono conto che ormai la polizia è dotata delle più sofisticate tecnologie per combattere i vampiri. Ma Eric non si fa intimorire e dichiara che se gli esseri umani vogliono la guerra, avranno la guerra. Lui non ha paura di esseri umani e chiede a Nora di rileggere la Bibbia di Lilith per scoprire in cosa si è trasformato Bill e se ne va senza informare nessuno delle sue intenzioni. Jessica viene svegliata dalle urla di Bill, che è in preda a terribili visioni e che poco dopo entra in uno stato catatonico.
Sookie sta andando a piedi al lavoro e sente dei lamenti provenire dal bosco e decide si prestare soccorso ad un affascinante sconosciuto ferito da un vampiro. Sookie scopre ben presto che il ragazzo è una fata mezzosangue come lei, e decide di portarlo a casa sua per ripulirgli le ferite.
Al Merlotte's Sam viene avvicinato da una ragazza di nome Nicole, che gli dice di essere a conoscenza che lui è un mutaforma. Inizialmente nega ma nel suo ufficio Sam ammette la sua natura e Nicole, come cofondatrice della Società per l'Unità dei Vampiri, invita l'uomo a rivelarsi al mondo e combattere uniti per l'uguaglianza, ma Sam rifiuta. Durante il suo stato catatonico Bill si ritrova in un prato soleggiato al cospetto di Lilith che lo invita a portare a termine la sua missione ora che gli eventi si sono messi in moto. Sookie dopo aver aiutato il misterioso ragazzo, che scopre chiamarsi Ben, lo invita ad andare al posto sicuro dai vampiri a Hot Wings. Anche lo sceriffo Bellefleur si reca a Hot Wings per trovare Maurella e chiedergli aiuto per le loro quattro figlie, misteriosamente cresciute durante la notte. Al Fangtasia Nora sta leggendo la Bibbia di Lilith quando trova un errore di traduzione e decide di indagare ulteriormente.
Eric, fingendosi un giornalista, ha modo di incontrare il governatore Burrell e nel suo ufficio tenta di ammaliarlo per fargli cambiare le sue ideologie, ma il governatore ride in faccia a Eric e lo informa che sono state create delle lenti a contatto apposite per proteggere gli essere umani dall'ammaliamento dei vampiri. Dopo essere stato preso in consegna dalle guardie di Burrell, Eric se ne va in volo.
Rientrata a casa, Sookie fa la conoscenza di suo nonno Niall, che la informa che Warlow è a piede libero ed è assetato di vendetta. Niall racconta ai nipoti che quando era bambino Warlow ha ucciso i suoi genitori e massacrato il suo villaggio e che per anni gli ha dato la caccia. Inoltre rivela che la notte della morte dei loro genitori, fu proprio Claudine, fata madrina di Sookie, ad imprigionare Warlow in un'altra dimensione. Successivamente Niall insegna a Sookie a usare i suoi poteri. Sam torna a casa sua, dove Lafayette si sta prendendo cura di Emma e riceve una visita da Martha, Alcide e Danielle che vogliono portare via Emma, sostenendo che il suo posto è con loro. Sam si oppone ma lui e Lafayette vengono picchiati da Alcide e Danielle mentre Martha porta via con la forza la nipotina, sotto gli occhi di Nicole che fotografa tutto. Portando avanti il suo piano Eric prende di mira la figlia del governatore, Willa, e vola fuori dalla sua finestra per ammaliarla. Finalmente Bill esce dal suo stato di coma con grande sollievo di Jessica, e si rende conto, guardando alcuni servizi in televisione, che le visioni che ha avuto prima si sono avverate e si rende conto di poter vedere il futuro. Bill ha una nuova visione, in cui vede molti vampiri chiusi in una stanza e colpiti dalla luce di una lampada a UV sul soffitto e dice a Jessica: "Bruceremo tutti".
- Special guest star: Dale Dickey (Martha Bozeman).
- Guest star: Amelia Rose Blaire (Willa Burrell), Jessica Clark (Lilith), Luke Grimes (James), Karolina Wydra (Violet), Jamie Gray Hyder (Danielle), Chloe Noelle (Emma Garza), Marina Benedict (Veronica), Rebecca McFarland (Maggie Devins), Matt Cook (Jessie), Shaun Brown (Bruce), Jessy Hodges (Mustard).
- Ascolti USA: telespettatori 4.082.000[6]

## Fammi entrare
- Titolo originale: You're No Good
- Diretto da: Howard Deutch
- Scritto da: Mark Hudis

### Trama
Eric è intento ad ammaliare la figlia del governatore per impedirle di urlare mentre la ucciderà, ma la ragazza informa il vampiro di avere delle informazioni sul padre e sugli esperimenti che sta conducendo sui vampiri. Eric, sentendo sopraggiungere gli uomini di Burrell, scappa dalla finestra portando via con sé Willa. Jessica chiede a Bill informazioni riguardo alle sue ultime visioni, inizialmente evasivo, Bill confessa che tra i vampiri che ha visto bruciare c'è anche lei, per questo le promette che farà di tutto per impedire questo, come promesso a Lilith. Sookie, Jason e Niall si trovano insieme a casa, quando Niall avverte la presenza di Warlow all'esterno della casa. Corrono fuori, ma Jason non è di molto aiuto a causa di forti dolori alla testa, così Niall avvertendo il pericolo per la nipote usa i suoi poteri per teletrasportare tutti all'interno della casa. Mentre Jason giace sul divano in preda ai dolori, Sookie chiede a Niall come mai Warlow è così interessato a lei essendo solamente una fata mezzosangue, il nonno la informa che il suo sangue è reale. Eric porta Willa al Fangtasia, trovando il disappunto di Pam e Tara che vorrebbero sbarazzarsi della ragazza. Successivamente lasciano il Fangtasia e si recano a casa di Ginger, dove Eric ha modo di carpire tranquillamente informazioni sul governatore Burrell. Willa, cercando di sedurre Eric, racconta dell'esistenza di una sorta di campo di concentramento per vampiri, dove il padre, utilizzando i soldi del governo, finanzia esperimenti illegali sui vampiri tenuti prigionieri. Eric chiede dove si trova il campo, ma la ragazza non è a conoscenza e supplica Eric di non ucciderla e che l'unica ragione per cui sa tutto questo è perché lei stessa sta spiando il padre. In procinto di lasciare per sempre il Fangtasia, Eric informa le contrariate Pam e Tara che Willa verrà con loro e che verrà utilizza per fare pressioni sul governatore Burrell.
Nicole informa Sam e Lafayette di avere visto cosa è successo la sera precedente e gli offre un suo aiuto per ritrovare Emma, ma Sam rifiuta e invita la ragazza a stare lontana dal branco di mannari.
Consapevole dei suoi nuovi poteri e della visione di Lilith, Bill è convinto di potersi esporre al sole senza conseguenze, ma Jessica non sembra della stessa opinione. Ignorando le suppliche della sua progenie, Bill si espone al sole andando a fuoco immediatamente. Riesce a salvarsi miracolosamente rientrando in tempo in casa, urlando per il dolore. Niall si trova a Hot Wings, devastato per il passaggio di Warlow che ha ucciso tutte le fate presenti.
Andy presenta a Holly le sue figlie, sconvolta di vederle cresciute così rapidamente, e chiede alla donna di perdonarlo. Nel frattempo Alcide, Rikki e Martha devono fronteggiare dei poliziotti alla ricerca di Emma, sotto gli occhi di Sam trasformato in gufo. Nel prato dove si trova Hot Wings nel Niall fa la conoscenza di Ben, dopo essere stato informato degli ultimi avvenimenti il ragazzo di offre di aiutarlo nel trovare Warlow e proteggere Sookie, dopo essersi inchinato riconoscendolo come il re delle fate.
Bill ordina a Jessica di rapire il professor Takahashi, inventore del Tru Blood, nel frattempo Bill si reca da Sookie per chiedergli il suo sangue, così da poterlo sintetizzare al fine di salvare i vampiri, ma l'ex fidanzata rifiuta con fermezza. Steve Newlin viene rinchiuso nel campo di Burrell dove, con sua sorpresa trova l'ex moglie Sarah, ormai entrata in politica e sempre guidata dal suo odio per i vampiri. Nicole e suoi amici, dopo aver cercato un contatto amichevole, vengono brutalmente attaccati dal branco di Alcide. Niall e Ben mostrano a Sookie e Jason un'ampolla con il sangue di Warlow e informano i fratelli Stackhouse di quanto accaduto a Hot Wings. Mentre Sookie e Ben parlano avvertono un rumore, Niall si precipita fuori afferrando quello che crede essere Warlow, ma si tratta di Nora anche lei alla ricerca del pericoloso vampiro. Nora riesce a fuggire, mentre Jason cade a terra privo di sensi, a causa dei suoi precedenti dolori, gettando Sookie nella disperazione. Eric parla al telefono con il governatore, informandolo che sua figlia verrà uccisa, ma Burrell ha il tempo di intercettare la telefonata. Nei pressi del cimitero Bill incontra lo sceriffo Bellefleur, i due conversano e Bill, dopo aver avvertito odore di fata, scopre che l'uomo è da poco diventato padre di quattro figlie. I due si salutano e Bill sorride compiaciuto pensando di aver trovato una soluzione al suo piano.
- Special guest star: Dale Dickey (Martha Bozeman).
- Guest star: Amelia Rose Blaire (Willa Burrell), Tara Buck (Ginger), John Fleck (Dr. Overlack), Keone Young (Hido Takahashi), John Rezig (Kevin Ellis), Jamie Gray Hyder (Danielle), Chloe Noelle (Emma Bozeman), Giles Matthey (Claude Crane), Matt Cook (Jessie), Shaun Brown (Bruce), Jessy Hodges (Mustard).
- Ascolti USA: telespettatori 3.936.000[7]

## La trappola
- Titolo originale: At Last
- Diretto da: Anthony Hemingway
- Scritto da: Alexander Woo

### Trama
Jason giace privo di sensi sul divano, mentre Sookie è impegnata a chiamare il 911, Ben estrae i suoi canini e fa bere il suo sangue a Jason, rivelando di essere un vampiro. In pochi minuti Jason si ristabilisce completamente, con lo stupore di sua sorella. Niall è impegnato ad inseguire Nora, dopo averla bloccata con l'aiuto dei suoi poteri, le chiede cosa sa di Warlow. Nora spiega che Warlow è la progenie di Lilith, il primo di tutti i vampiri, e che lei cerca l'aiuto di Warlow nel fermare Lilith. Ma Nora si fa distrarre dall'odore del sangue di fata, così Niall è costretto ad usare la magia, scaraventandola proprio di fronte ad una squadra di SWAT, che dopo averla identificata come un vampiro la catturano.
Mentre Martha si rende conto che la nipote è stata rapita da Sam, Alcide divide il suo branco alla ricerca di Sam e Nicole, che riescono a scappare grazie all'aiuto di Lafayette. Mentre il governatore Burrell e la squadra SWAT non trovano nessuno a casa di Ginger, Eric obbliga Pam ad evocare la sua progenie Tara, che ha nascosto Willa. Eric è infuriato e obbliga Tara a dirgli dove si trova la ragazza, la fine gli dice che Willa si trova in parco divertimenti nelle vicinanze, questo genera ancora più tensioni tra Eric e Pam.
Dopo aver tormentato Terry, già depresso per la morte di Patrick, le quattro figlie fata di Andy vengono mandate a dormire. Proprio nella notte crescono ulteriormente, diventando delle adolescenti. Con la voglia di divertirsi le quattro ragazze rubano i vestiti di Arlene ed escono nella notte alla ricerca di alcol, così vengono avvicinate da Jessica e Bill e vengono portate a casa Compton con la scusa di una festa. Bill riesce a prelevare il loro sangue fatato per permettere a Takahashi di sperimentare un nuovo tipo di sangue sintetico che possa permettere ai vampiri di esporsi alla luce del sole. Ma i primi esperimenti falliscono.
Vicino al divano Sookie trova una goccia di sangue e inizia a dubitare di Ben. Utilizzando i suoi poteri che scopre il sangue corrisponde a quello di Warlow, che suo nonno gli aveva mostrato. Jason, dopo aver bevuto il sangue di Ben, inizia ad avere sogni erotici su di lui. Dopo aver trovato Willa, Eric le chiede se vuole veramente aiutare i vampiri, la ragazza risponde di si sottolineando l'odio per quello che il padre sta facendo. Eric scava una fossa e inizia il processo per trasformare Willa in un vampiro. Risvegliatasi come un vampiro viene costretta da Eric a tornare a casa sua, in modo che padre possa capire che i vampiri non sono una minaccia. La neovampira si presenta a casa proprio mentre il padre sta conversando con la sua amante Sarah, inizialmente si dimostra amorevole ma costretto a farla richiedere nel campo, sotto consiglio di Sarah, dopo essere stato attaccato da lei, a causa dell'odore di sangue che scaturisce da una ferita alla mano.
Sookie escogita un piano per Ben, così, dopo aver invitato il ragazzo a cena, va comprare argento colloidale. Dopo aver raccontato i suoi sogni a Niall, il re delle fate intuisce che Ben possa essere Warlow, un ibrido tra una fata e un vampiro. Successivamente nonno e nipote si introduco nella stanza di Ben/Warlow per ucciderlo, ma riesce a coglierli di sorpresa tramortendo Niall e ammaliando Jason, per fargli dimenticare tutto. Poi Ben drena il sangue di Niall e lo porta sul ponte, dove lo manda in un'altra dimensione, non prima di avergli ricordato che un tempo anche lui era una fata puro sangue e che dopo essere stato trasformato da Lilith uccise i suoi genitori ma risparmiò la sua vita. Nel frattempo Pam viene ferita e catturata per essere portata al campo, sotto gli occhi di Tara. Sam e Nicole si baciano. Andy è sempre più preoccupato per la sorte delle figlie. Jessica non riesce più a tenere a bada le ragazze-fate e perde la testa nutrendosi di loro. Proprio in quel momento, parlando con Jason e ricordando l'interesse che Bill aveva per le sue figlie la notte precedente, Andy si precipita a casa Compton.
Dopo essersi presentato in ritardo all'appuntamento, Ben si scusa con Sookie. Iniziano a cenare ma sembra che la cena a base di argento non abbia alcun effetto su di lui. Sookie inizia a flirtare con lui, con l'intenzione di metterlo alla prova per vedere se è Warlow. Si baciano e stanno per fare sesso sul divano, quando dalla mano scaturisce una palla di luce che tiene sulla sua schiena. Lei lo chiama Warlow e gli ordina di allontanarsi da lei o morirà.
- Special guest star: Dale Dickey (Martha Bozeman).
- Guest star: Amelia Rose Blaire (Willa Burrell), Tara Buck (Ginger), Keone Young (Hido Takahashi), John Rezig (Kevin Ellis), Jamie Gray Hyder (Danielle), Scott Klage (Jimmy), Chloe Noelle (Emma Bozeman), Matt Cook (Jessie), Natalie Dreyfuss (Fata diciottenne 1), Hannah Kasulka (Fata diciottenne 2), Jordan Monaghan (Fata diciottenne 3), Bailey Noble (Fata diciottenne 4).
- Ascolti USA: telespettatori 4.144.000[8]

## L'amara verità
- Titolo originale: Fuck the Pain Away
- Diretto da: Michael Ruscio
- Scritto da: Angela Robinson

### Trama
Sookie dice a Ben di sapere che in realtà lui è Warlow, lui cerca di giustificarsi ma lei minaccia di ucciderlo, dimostrandosi stanca di essere sempre vittima dei vampiri. Warlow le dice che la ama e che l'ha sognata per decenni, ma Sookie gli domanda se l'ama davvero così tanto perché ha ucciso i suoi genitori. Warlow le rivela che i suoi genitori, quando era bambina, stavano cercando di ucciderla, e lui voleva salvarla. Incredula Sookie ferisce Warlow al petto con la magia. Nello stesso momento, mentre Jessica è disperata per aver dissanguato e ucciso le figlie di Andy, Bill avverte lo stesso dolore al petto dove Sookie ha colpito Warlow. Mentre Warlow afferma che Sookie gli appartiene e lei lo respinge, sostenendo che non apparterrà mai a nessuno, Bill si presenta a casa Stackhouse e dichiara che Warlow è la sua progenie e che deve ubbidire ai suoi ordini. Warlow non può far altro che ubbidire a Bill e se ne va con lui, lasciando Sookie confusa e incredula. Mentre Bill è assente, lo sceriffo Bellefleur irrompe a casa Compton e scopre i cadaveri delle figlie. Jessica assiste terrorizzata alla scena nascosta dietro ad una porta, Andy si rende conto che una delle quattro è ancora viva, così la porta rapidamente nel suo ufficio dove le fa bere una fiala di sangue di vampiro, grazie al quale sembra ristabilirsi.
Eric viene informato da Tara che Pam è stata catturata e portata al campo di Burrell, così i due si fanno a loro volta arrestare per salvare Pam. Sarah cerca di convincere il suo amante Truman Burrell ad accettare che sua figlia Willa non è più la stessa persona ed abbandonarla al suo destino. Burrell non è d'accordo, e si rifiuta di rinunciare a sua figlia, anche se ora è un vampiro, ma si dimostra ancora più irremovibile quando rifiuta di sposare Sarah ed avere un figlio con lei. Bill spiega a Warlow che può controllarlo visto che si è fuso con Lilith, avendo bevuto il suo sangue, inoltre gli chiede di aiutarlo a salvare la razza dei vampiri da una possibile estinzione, ma Warlow rifiuta dichiarando il suo odio per i vampiri. Warlow ricorda quando, nell'anno 3500 aC, faceva parte di una tribù nomade di fate e fu trasformato in vampiro da Lilith. Jason ritorna a casa e trova Sarah ad aspettarlo, dopo aver ricordato e seppellito i rancori che li legavano dai tempi della Compagnia del Sole, i due copulano selvaggiamente. Jessica, disperata, bussa alla porta di Jason in cerca di conforto per il male che ha fatto, ma Sarah, avvertendo la presenza di un vampiro in casa, la fa catturare e rinchiudere nel campo. Determinato a salvare Jessica, Jason si presenta nell'ufficio reclutamento SWAT.
Nel frattempo alla campo i vampiri appena arrivati devono affrontare la loro nuova realtà, Tara ritrova una depressa e spaventata Jessica, Eric viene sottoposto a degli esperimenti, mentre Pam è a colloquio con un terapeuta.
Mentre è alla ricerca di Sam ed Emma, Alcide si imbatte in suo padre Jackson, l'uomo cerca di consigliare il figlio su come gestire il branco, ma Alcide si rifiuta di ascoltare facendo valere la sua leadership. Al Merlotte Sookie chiede aiuto a Lafayette per usare i suoi poteri da medium per contattare i suoi defunti genitori. Sempre la Merlotte, Terry depresso e pieno di sensi di colpa si incontra con Justin, un vecchio amico e commilitone, e gli chiede se sarebbe disposto a ucciderlo. Dopo un iniziale riluttanza l'uomo accetta.
Holly consola Andy per la morte delle tre figlie e riesce a dissuaderlo dai suoi propositi di vendetta verso Bill e Jessica. Nicole tenta di mettersi in contatto con i suoi genitori ma viene fermata da Sam, dicendogli che così potrebbe metterli in pericolo, mentre discutono vengono visti da Jackson. Lafayette e Sookie tentano di convocare i genitori Corbett e Michelle Stackhouse, dopo un inizio fallimentare Sookie riesce ad avere una visione chiara del giorno prima della morte dei suoi genitori, quando Warlow rivelò ai coniugi Stackhouse che loro figlia è in parte fata e della sua volontà di trasformala in un ibrido fata-vampiro come lui. Per evitare un destino tragico alla figlia Corbett decise di ucciderla. Resasi conto che Warlow aveva ragione, Sookie litiga con lo spirito di suo padre, mettendo in discussione i suoi veri sentimenti per lei. Corbett, infuriato e volendo finire quello che a sua tempo aveva iniziato, entra nel corpo di Lafayette e rapisce Sookie. Warlow è ancora prigioniero di Bill, e minaccia di uccidere Takahashi ma Bill cerca di farlo desistere, così Warlow torna con la mente al suo passato, quando, ormai vampiro, uccise il suo intero villaggio, risparmiando solo la vita di Niall bambino. Bill gli dice che è destinato a grandi cose e che Takahashi contribuirà a salvare la specie, ma Warlow ribadisce il suo odio per i vampiri e ricorda quando utilizzò la magia delle fate per bruciare viva la sua creatrice Lilith, rea di averlo trasformato in un mostro. Truman si trova di fronte ad Eric, colui che ha vampirizzato sua figlia, e lo informa di aver rinchiuso anche sua figlia nel campo, per l'incredulità di Eric. Utilizzando le informazioni di Steve Newlin e del terapeuta di Pam, viene organizzato un combattimento tra Eric e Pam, creatore contro la sua progenie. Lafayette, ancora posseduto da Corbett Stackhouse, porta Sookie fino al lago con lo scopo di annergarla. Sookie cerca di lottare ma Lafayette/Corbett ha la meglio e spinge la testa della ragazza sott'acqua.
- Guest star: Pruitt Taylor Vince (Finn), Karolina Wydra (Violet), Amelia Rose Blaire (Willa Burrell), Jessica Clark (Lilith), Jeffrey Nicholas Brown (Corbett Stackhouse), Jenni Blong (Michelle Stackhouse), Keone Young (Hido Takahashi), Stacy Haiduk (Jenny), John Fleck (Dr. Overlark), Gideon Emery (Justin), Natalie Dreyfuss (Fata diciottenne 1), Hannah Kasulka (Fata diciottenne 2), Jordan Monaghan (Fata diciottenne 3), Bailey Noble (Fata diciottenne 4).
- Ascolti USA: telespettatori 4.536.000[9]

## Faccia a faccia
- Titolo originale: Don't You Feel Me
- Diretto da: Howard Deutch
- Scritto da: Daniel Kenneth

### Trama
Sookie sta per essere annegata dallo spirito suo padre (che possiede Lafayette). Bill avverte la sua paura e con riluttanza permette a Warlow di andare a salvarla. Dopo averla salvata, Warlow tenta di uccidere Lafayette, ma Sookie lo ferma in tempo dicendogli che in realtà è il padre che si è impossessato del suo corpo. Dopo che Warlow ha usato la magia per costringere il padre ad uscire dal corpo di Lafayette, intima allo spirito di uscire definitivamente dalla sua vita.
Al Campo Eric e Pam stanno per affrontarsi, sotto gli occhi di Truman Burrell, Sarah Newlin, Steve Newlin, del Dr. Finn e delle Dr. Overlark, che rimangono sorpresi quando i due, invece di scontrarsi, uccidono alcune guardie nascoste nelle prese d'aria. Mentre Lafayette, Sookie, e Warlow stanno parlando, Bill evoca Warlow. Impossibilitato a non ubbidire ai comandi del suo creatore, Sookie decide di salvare la vita di Warlow, afferra le sue mani e si teletrasportano nella Terra delle Fate, lasciando solo Lafayette nel bosco. Bill avverte l'assenza di Warlow, così corre al piano di sopra e scopre che anche Jessica manca da casa, capendo che la sua premonizione sulla morte dei vampiri sta iniziando. Bill tenta di chiamare Lilith senza successo, così chiede Takahashi per drenare tutto il suo sangue, mandandolo in una sorta di coma.
Nella Terra delle Fate Warlow chiede a Sookie di legarlo, perché la notte sta arrivando e non sa per quanto tempo ancora riuscirà a controllare i suoi istinti. I due iniziano a parlare e Warlow si dice dispiaciuto su come Sookie abbia scoperto la verità sui suoi genitori, ma improvvisamente la fata-vampiro mette a nudo le sue zanne e urla, combattendo i suoi istinti. Warlow vorrebbe che Sookie diventasse completamente sua, trasformando anche lei una fata-vampiro, in modo da poter vivere per sempre assieme nutrendosi l'uno dell'altra.
Andy e Holly sono al capezzale dell'unica figlia fata sopravvissuta, quando lei si sveglia e chiede al padre di darle finalmente un nome. Viene chiamata Adilyn, a cui vengono aggiunti i nomi Braelyn, Charlaine e Danika, per ricordare le sorelle scomparse.
Terry bussa alla porta di Lafayette per consegnargli la chiave di una cassetta di sicurezza, preoccupato per lo strano comportamento dell'amico Lafayette avverte Arlene. Arlene si convince che Terry voglia uccidersi, Holly la consola e le propone di chiamare un suo amico vampiro per ammaliare Terry e fargli dimenticare i suoi tormenti interiori.
Eric, rinchiuso in una gabbia, è costretto ad assistere mentre Burrell e il dr. Overlark iniettano un nuovo tipo di virus, chiamato Epatite V, nel corpo di sua sorella Nora.
Bill incontra Lilith e le chiede chi sia esattamente il nemico da combattere, ma lei risponde solo con enigmi. Bill afferma che è tutta colpa sua, ma Lilith gli dice che ha voluto a tutti i costi il suo sangue ed è ora responsabile di tutto questo. L'antica vampira intima Bill di non cercarla mai più e d'ora in avanti dovrà trovare risposte alle sue domande da solo. Dopo essersi risvegliato, grazie a Takahashi, Bill capisce che non ha più tempo da perdere e beve l'unico campione di sangue di Warlow, nonostante Takahashi lo abbia avvertito che senza quella fiala di sangue non potrà più riprodurre altro sangue sintetico.
Alcide viene avvertito da suo padre che Sam e Nicole sono nelle vicinanze. Alla stazione di servizio, Sam si incontra con Martha e le affida la nipote Emma, in modo che la bambina possa avere un futuro sereno. Successivamente Alcide trova Sam e Nicole, e dopo essere stato informato che Emma si trova con Martha, intima ai due di non fare più ritorno ne a Shreveport ne a Bon Temps, altrimenti il suo branco li ucciderà.
Sarah è sorpresa di trovare Jason tra le guardie del campo, dopo essere stata minacciata da lui, lei si vendica costringendo Jason ad assistere all'accoppiamento tra una spaventata Jessica e un vampiro di nome James. Terry sembra felice, dopo aver dimenticato i traumi della guerra, torna alla sua quotidianità, ma dopo essersi recato sul retro del Merlotte's per buttare la spazzatura viene colpito alla gola da un proiettile e muore tra le braccia di sua moglie Arlene. Burrell è seduto nel suo cortile della sua villa contornato dalle guardie di sicurezza, ma sopraggiunge Bill. Il vampiro, che può esporsi alla luce del sole grazie al sangue di Warlow, uccide tutte le guardie e rimane solo con Burrell. Bill gli chiede dove si trova il campo, ma quando il governatore si oppone e afferma che il suo obbiettivo è l'estinzione dei vampiri, Bill va su tutte le furie e morde al collo Burrell fino a decapitarlo. Grazie l'aiuto di Willa, Eric riesce a liberarsi e cerca, assieme ad un'indebolita Nora, Tara, Jessica e Pam, di fuggire dal campo. Rimasto per un attimo solo, Eric scopre che nel campo stanno producendo del Tru Blood contaminato da Epatite V, con lo scopo di sterminare la razza dei vampiri.
Dopo essersi nutriti l'uno dell'altro, Sookie e Warlow fanno l'amore mentre dai loro corpi nudi emerge una potente luce.
- Special guest star: Dale Dickey (Martha Bozeman).
- Guest star: Pruitt Taylor Vince (Finn), Amelia Rose Blaire (Willa Burrell), Luke Grimes (James), Karolina Wydra (Violet), Keone Young (Hido Takahashi), John Fleck (Dr. Overlack), Jessica Clark (Lilith), Stacy Haiduk (Jenny), Chloe Noelle (Emma Bozeman), Bailey Noble (Adilyn Bellefleur), Jeffrey Nicholas Brown (Corbett Stackhouse), Cory Tucker (Funzionario per il reclutamento), Brian Poth (Matt), Mark Withers (Morris).
- Ascolti USA: telespettatori 4.472.000[10]

## Salvala
- Titolo originale: In the Evening
- Diretto da: Scott Winant
- Scritto da: Kate Barnow

### Trama
Eric riesce ad evadere dal campo con Nora e ordina a Willa di dire a Pam di non bere il True Blood contaminato: Pam dice quindi a Willa di dire dell'infezione solo a Jessica e Tara in modo da non destare sospetti. Eric porta Nora da Bill e lo implora di salvarla, ma la ragazza si rifiuta di bere il sangue di Lilith. Sara trova il cadavere del governatore Burrell e si accorda con un senatore per tenere tutto insabbiato e continuare con lo sterminio dei vampiri. Sookie, dopo aver passato la notte con Warlow, ricompare al cimitero per consolare Arlene. Sam telefona a Lafayette, che lo informa della morte di Terry. Jason si incontra con Jessica, dicendole che farà di tutto per salvarla dopo aver visto l'esperimento della sera prima al quale è stata costretta. Sookie e Lafayette scoprono che nella sua cassetta di sicurezza Terry ha lasciato ad Arlene una polizza assicurativa sulla sua vita da due milioni di dollari. Alcide saluta il padre mentre Nicole, prima di andarsene con la madre, dà il suo numero a Sam. Jessica, grazie a Jason, riesce a rincontrare James, a dirgli dell'epatite V e a fare l'amore con lui. Bill dà il suo sangue a Nora in cambio dell'aiuto di Eric per evitare la tragedia che ha visto in una delle sue visioni, per poi chiedere a Sookie di portargli Warlow per salvare tutti i loro amici imprigionati. Sara rivela a Jason che il governatore è morto per poi farlo rinchiudere nella cella delle vampire: Tara tenta di proteggerlo ma una vampira, Violet, afferma che Jason è suo. Il branco di Alcide cattura Nicole e sua madre mentre Eric ricorda il suo primo incontro con Nora poco prima che la ragazza muoia.
- Guest star: Courtney Ford (Portia Bellefleur), Amelia Rose Blaire (Willa Burrell), Luke Grimes (James), Karolina Wydra (Violet), Pruitt Taylor Vince (Finn), Bailey Noble (Adilyn Bellefleur), Marque Richardson (Kenneth), Hal Ozsan (Carlo II d'Inghilterra), John Prosky (David Finch), Valarie Pettiford (Mary Wright), Mark Withers (Morris).
- Ascolti USA: telespettatori 4.357.000[11]

## La scelta
- Titolo originale: Dead Meat
- Diretto da: Michael Lehmann
- Scritto da: Robin Veith

### Trama
Eric e Bill discutono animatamente e il vichingo se ne va. Rikki ed altri lupi disconoscono Alcide come capobranco e la ragazza lo sfida, venendo però sconfitta. Violet dice a Jason che si nutrirà di lui per sempre. Sookie chiede a Warlow di fidarsi di lei e di consegnarsi a Bill; il vampiro-fata dice che accetterà solo se Sookie diventerà sua per sempre. Alcide consegna Nicole e sua madre a Sam mentre James dice a Steve Newlin di non bere il True Blood che viene dato loro. Alcide e Sam discutono del fatto che Nicole sia incinta, cosa che hanno dedotto dal suo odore. Lafayette dice ad Arlene della polizza di Terry, dalla quale deducono che Terry sapeva che sarebbe stato ucciso, mentre Sookie dice a Bill della richiesta di Warlow e di non aver ancora deciso se accettare la sua richiesta o meno. Morris comunica a Sara che alcuni vampiri non stanno bevendo più il True Blood e la donna, interrogando Steve, capisce il perché. Sam chiede a Nicole di restare mentre Sookie gli chiede di stare insieme, ma data la gravidanza dell'attivista il mutaforma rifiuta. Arlene litiga con i Bellefleur riguardo al funerale di Terry. Sookie porta dei fiori sulla tomba dei suoi genitori per poi inveire contro di loro. La signora Suzuki arriva alla fabbrica di True Blood contaminato e Sara, dopo uno scontro nella prigione, la uccide. Eric trova Adilyn, fuggita di casa con i figli di Holly, e la morde. Sookie accetta la proposta di Bill mentre Pam, Jessica, Violet, James, Newlin, Tara e Willa vengono rinchiusi nella stanza ad esposizione solare. Sookie infine conduce Bill da Warlow, ma lo trovano quasi dissanguato per colpa di Eric.
- Guest star: Courtney Ford (Portia Bellefleur), Amelia Rose Blaire (Willa Burrell), Luke Grimes (James), Karolina Wydra (Violet), Pruitt Taylor Vince (Finn), Bailey Noble (Adilyn Bellefleur), John Fleck (Dr. Overlark), Tamlyn Tomita (Ms. Suzuki), Valarie Pettiford (Mary Wright), Noah Matthews (Wade Cleary), Aaron Christian Howles (Rocky Cleary), Helen Slayton-Hughes (Caroline Bellefleur), Jamie Gray Hyder (Danielle), Marque Richardson (Kenneth), Timothy Hornor (Mr. Jenkins), Mark Withers (Morris).
- Ascolti USA: telespettatori 4.166.000[12]

## Ultimo saluto
- Titolo originale: Life Matters
- Diretto da: Romeo Tirone
- Scritto da: Brian Buckner

### Trama
Warlow e Sookie riescono a cacciare Bill senza che questi prenda il sangue rimanente del primo. Eric, acquisito il potere di resistere al sole, ritorna al campo dei vampiri mentre si celebra il funerale di Terry, al quale partecipa anche Sookie, assieme ad Alcide, dopo aver ribadito a Warlow la volontà di stare con lui per sempre. Eric comincia a liberare gli internati nel campo mentre nel frattempo arriva Bill. Eric libera anche le prigioniere e cura Jason. Sara apre il soffitto della stanza dove sono rinchiusi Pam e gli altri, ma Bill li salva facendo bere loro il suo sangue, tranne Newlin che viene tenuto forzatamente al sole da Eric. Jason raggiunge Sara e dopo averla minacciata con una pistola la lascia andare. I vampiri, ormai immuni al sole, fuggono dal campo e cominciano a distruggere le partite di True Blood infetto, mentre Bill ha un'altra visione, che gli dice che il suo tempo sulla Terra è scaduto, ma viene salvato da James e Jessica. Pam, infine, vede Eric volare via nonostante le sue richieste.
- Special guest star: Adina Porter (Lettie Mae Thornton).
- Guest star: Courtney Ford (Portia Bellefleur), Amelia Rose Blaire (Willa Burrell), Luke Grimes (James), Karolina Wydra (Violet), Pruitt Taylor Vince (Finn), Gregg Daniel (Reverendo Daniels), John Fleck (Dr. Overlark), Dale Raoul (Maxine Fortenberry), Patricia Bethune (Jane Bodehouse), Tara Buck (Ginger), Bailey Noble (Adilyn Bellefleur), Noah Matthews (Wade Cleary), Aaron Christian Howles (Rocky Cleary), Helen Slayton-Hughes (Caroline Bellefleur), John Rezig (Kevin Ellis), Tess Alexandra Parker (Rosie), Brianne Davis (Belinda).
- Ascolti USA: telespettatori 3.998.000[13]

## La nuova vita
- Titolo originale: Radioactive
- Diretto da: Scott Winant
- Scritto da: Kate Barnow

### Trama
Alcide e Sookie, uscendo dal funerale di Terry, arrivano alla villa di Bill contemporaneamente a tutti gli altri evasi dal campo di concentramento dei vampiri; la ragazza, successivamente, si teletrasporta nella dimensione in cui si trova Warlow dicendogli che ha deciso di rimanere coi suoi amici, scatenando una violenta reazione del vampiro-fata. Pam, salutata Tara, si reca a cercare Eric mentre Bill e Jessica constatano che il primo ha perso le sue abilità speciali e che Sookie verrà vampirizzata da Warlow: informato Jason, lui e Violet si recano dalla figlia di Andy, Adilyn, in modo da essere spediti nella dimensione in cui si trovano Warlow e Sookie. Bill ammalia il dottor Takahashi in modo da fargli dimenticare tutto ciò che ha fatto nelle ultime settimane e ricompensandolo generosamente. Jason convince Andy a farsi aiutare da Adilyn per salvare Sookie: Bill e loro quattro arrivano così nel piano di Warlow. I due vampiri cominciano a combattere: Warlow esce vincitore, ma un attimo prima di vampirizzare Sookie Niall riappare e permette a Jason di impalarlo e ucciderlo. Tutti i vampiri perdono la facoltà di resistere alla luce del sole e Eric, che si trova in Svezia su una montagna ad abbronzarsi completamente nudo a leggere un libro, comincia a bruciare. Sei mesi dopo il virus dell'epatite V si è ormai diffuso in tutto il mondo e Bill ne spiega l'origine in un libro di grande successo. Sookie si è messa con Alcide così come Violet e Jason, mentre il governo ha imposto una serie di controlli per individuare gli umani portatori di epatite V. Durante una messa celebrata tra più comunità Sam, ormai in coppia con Nicole, chiede che tutti gli adulti non portatori intrattengano una relazione monogama con un vampiro in modo da aumentare la sicurezza della città: Lettie Mae, alla festa organizzata da Arlene per l'occasione, si offre a Tara per rimediare a tutti gli errori del passato, mentre Jessica offre a Andy e Adilyn la sua protezione, che viene però bruscamente rifiutata dallo sceriffo. Bill infine offre la sua protezione a Sookie e Alcide, mentre un gruppo di vampiri infetti si dirige verso la festa.
- Special guest star: Adina Porter (Lettie Mae Thornton).
- Guest star: Amelia Rose Blaire (Willa Burrell), Luke Grimes (James), Karolina Wydra (Violet), Bailey Noble (Adilyn Bellefleur), Tara Buck (Ginger), Gregg Daniel (Reverendo Daniels), Keone Young (Hido Takahashi), Lawrence O'Donnell Jr. (Lawrence O'Donnell), David Bickford (Reverendo Skinner), Noah Matthews (Wade Cleary), Aaron Christian Howles (Rocky Cleary).
- Ascolti USA: telespettatori 4.137.000[14]
- Varie: Il libro che Eric legge mentre si trova ad Åre, Svezia in cima ad una montagna innevata a prendere il sole è Den allvarsamma leken (intitolato in Italia Il giuoco serio), un classico della letteratura svedese scritto nel 1912 da Hjalmar Söderberg.[15]